# Pavoraja pseudonitida
Pavoraja pseudonitida (лат.) — вид хрящевых рыб рода семейства Arhynchobatidae отряда скатообразных. Обитают в тропических водах Тихого океана. Встречаются на глубине до 512 м. Их крупные, уплощённые грудные плавники образуют округлый диск со треугольным рылом. Максимальная зарегистрированная длина 37,2 см. Откладывают яйца. Не являются объектом целевого промысла.

## Таксономия
Впервые новый вид был научно описан в 2008 году. Видовой эпитет происходит от др.-греч. ψευδής — «ложный» и лат. nitidus. — «яркий». Голотип представляет собой половозрелого самца длиной 37,2 см, пойманного в водах Квинсленда (22°46′ ю. ш. 154°08′ в. д.) на глубине 445—450 м.

## Ареал
Эти скаты являются эндемиками северо-восточного побережья Австралии. Встречаются в верхней части материкового склона на глубине от 210 до 512 м.

## Описание
Широкие и плоские грудные плавники этих скатов образуют ромбический диск с широким треугольным рылом и закруглёнными краями. На вентральной стороне диска расположены 5 жаберных щелей, ноздри и рот. Хвост длиннее диска. На хвосте имеются латеральные складки. У этих скатов 2 редуцированных спинных плавника и редуцированный хвостовой плавник.
Максимальная зарегистрированная длина 37,2 см.

## Биология
Эти скаты откладывают яйца, заключённые в роговую капсулу с «рожками» по углам. Самцы достигают половой зрелости при длине 32—34 см.

## Взаимодействие с человеком
Эти скаты не являются объектом целевого лова. Интенсивный промысел в ареале отсутствует. Международный союз охраны природы присвоил виду охранный статус «Вызывающий наименьшие опасения».